# 余部インターチェンジ
余部インターチェンジ（あまるべインターチェンジ）は、兵庫県美方郡香美町香住区にある山陰近畿自動車道のインターチェンジである。
余部地区への最寄りのインターチェンジである。

## 道路
- 山陰近畿自動車道（余部道路）

## 歴史
- 2010年（平成22年）12月12日 : 余部IC - 香住IC間開通に伴い供用開始。
- 2017年（平成29年）11月26日 : 新温泉浜坂IC - 余部IC間開通[1]。

## 接続する道路
- 国道178号（余部支線）
- 兵庫県道4号香住村岡線

## 周辺
- 餘部駅（JR山陰本線）
- 余部橋梁
- 余部温泉
- 道の駅あまるべ

## 隣
E9山陰近畿自動車道
(4)久斗IC - (3)余部IC - (2)香住IC